# ニュースONステージ
『ニュースONステージ』（ニュースオンステージ、英語表記:NEWS ON STAGE）は、2004年4月3日から2008年3月22日まで毎週土曜日の21時台に生放送されていた奈良テレビ放送のワイドニュース番組。
奈良の一週間の動きをまとめた「Weeklyフラッシュ」やニュースの現場に森本キャスターが取材をする「ニュースの現場から」など様々な特集や企画を奈良テレビのニュース番組ではもっとも長い55分の時間枠で構成していた。ハイビジョン放送。提供は奈良トヨタと大和ガス。

## 主なコーナー
- Weeklyフラッシュ
1週間の奈良県内の主なニュースをまとめて伝え、奈良の動きを振り返る。ジェフ・バーグランドが「ウィークリーフラッシュ」のタイトルコールを行っていた。
- ニュースの現場から
奈良県内で起きた事件やニュースを掘り下げる特集コーナー。本番組のメインコーナー。大きい事件から小さい事象までを事細かくリポートしている。担当は森本光。
- お天気情報
小野田リカが担当。季節の話題、週末の天気を伝える。また、「リクエスト天気」なるものがあり、小野田が視聴者からリクエストされた局地天気の詳細を伝えていた。ラストには川柳。
- 解説相談コーナー
悪徳商法や、法律相談、税金、年金、景気動向など、奈良県民の生活に関わる問題について、各業界の専門家がスタジオに生出演し、詳しくアドバイスする。
- ハロー歳時記
奈良県内の季節の行事や見所などの四季折々の歳時記を、ハイビジョンで撮影された資料映像とともに、関係者の電話インタビューによって伝えるコーナー。
- 小学校の校歌
奈良県内の小学校を毎週1校、紹介する学校の校歌をBGMにVTRで紹介する。歌詞の1番は歌っている小学生、2番は授業風景などを放送する。本番組のエンディングに放送されていた。

## キャスター
最終回時点のキャスターは以下の通り。
- ジェフ・バーグランド（帝塚山学院大学教授）
- 森本光
- 池田奈月
- 小野田リカ（気象予報士）